# Boswellia serrata
Boswellia serrata is een middelgrote tot grote bladverliezende boom met een licht open kroon en licht overhangende takken. De soort behoort tot de familie Burseraceae en komt van nature voor in India en het Punjabgebied.
Boswellia serrata produceert verschillende vormen van boswelliazuren, waaronder β-boswelliazuur, acetyl-β-boswelliazuur, 11-keto-β-boswelliazuur en acetyl-11-keto-β-boswelliazuur. Uit de hars van de boom wordt Indische wierook geproduceerd.
Extracten van Boswellia serrata zijn klinisch onderzocht bij artrose en gewrichtspijnen, waarbij een lichte verbetering van pijn en functioneren werd gevonden. Bij de traditionele ayurveda wordt het gebruikt bij diabetes.

## Beschrijving
De boom kan 15 meter hoog worden met een 10 meter brede kroon. De boom heeft een dunne, afbladderende, grijs- tot roodachtige bast. De 30-45 cm lange, afwisselend staande bladeren zijn onevengeveerd en hebben 8-15 blaadjes. De ovaal of ovaal-lancetvormige blaadjes zijn meestal behaard. De kelkbladen zijn lancetvormig en hebben een getande rand. De bovenkant is grasgroen, terwijl de onderkant geelgroen is. De herfstkleur is geelachtig tot lichtbruin. De witte of roze bloemen zijn 5-tallig. De langwerpig-ovale bloemblaadjes zijn 0,5-0,8 cm lang. De 1,25 cm lange, driekleppig openspringende doosvrucht is driehoekig en bevat drie, hartvormige zaden.

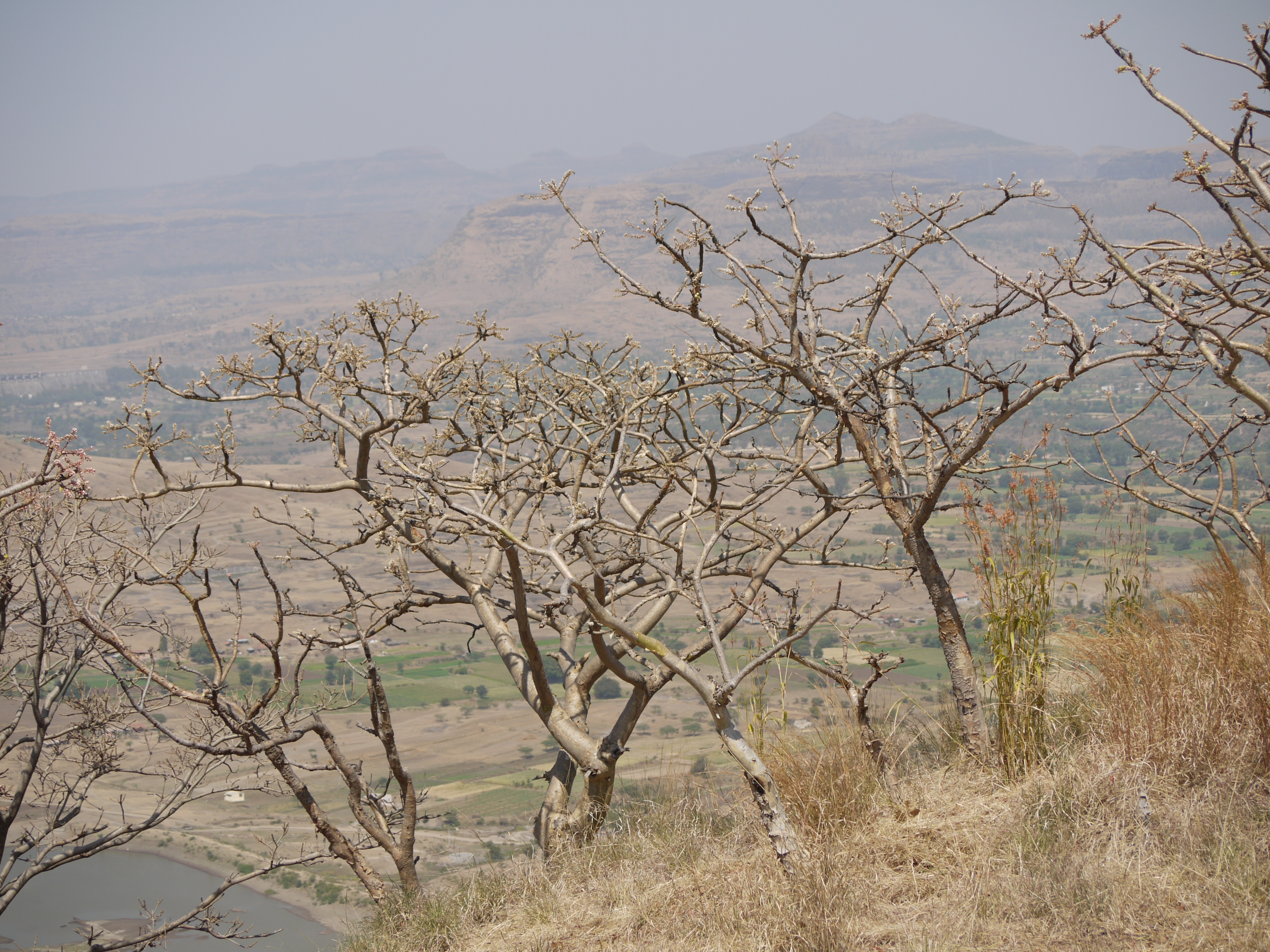
Bomen
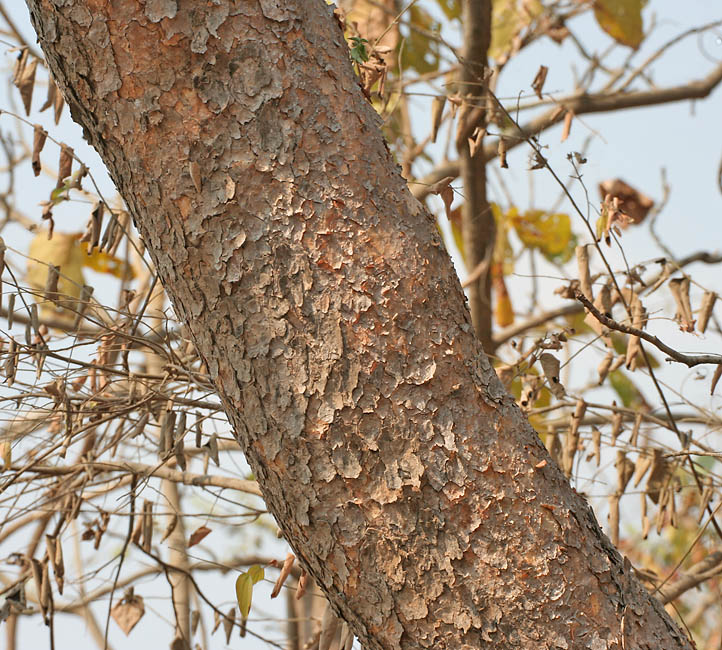
Bast
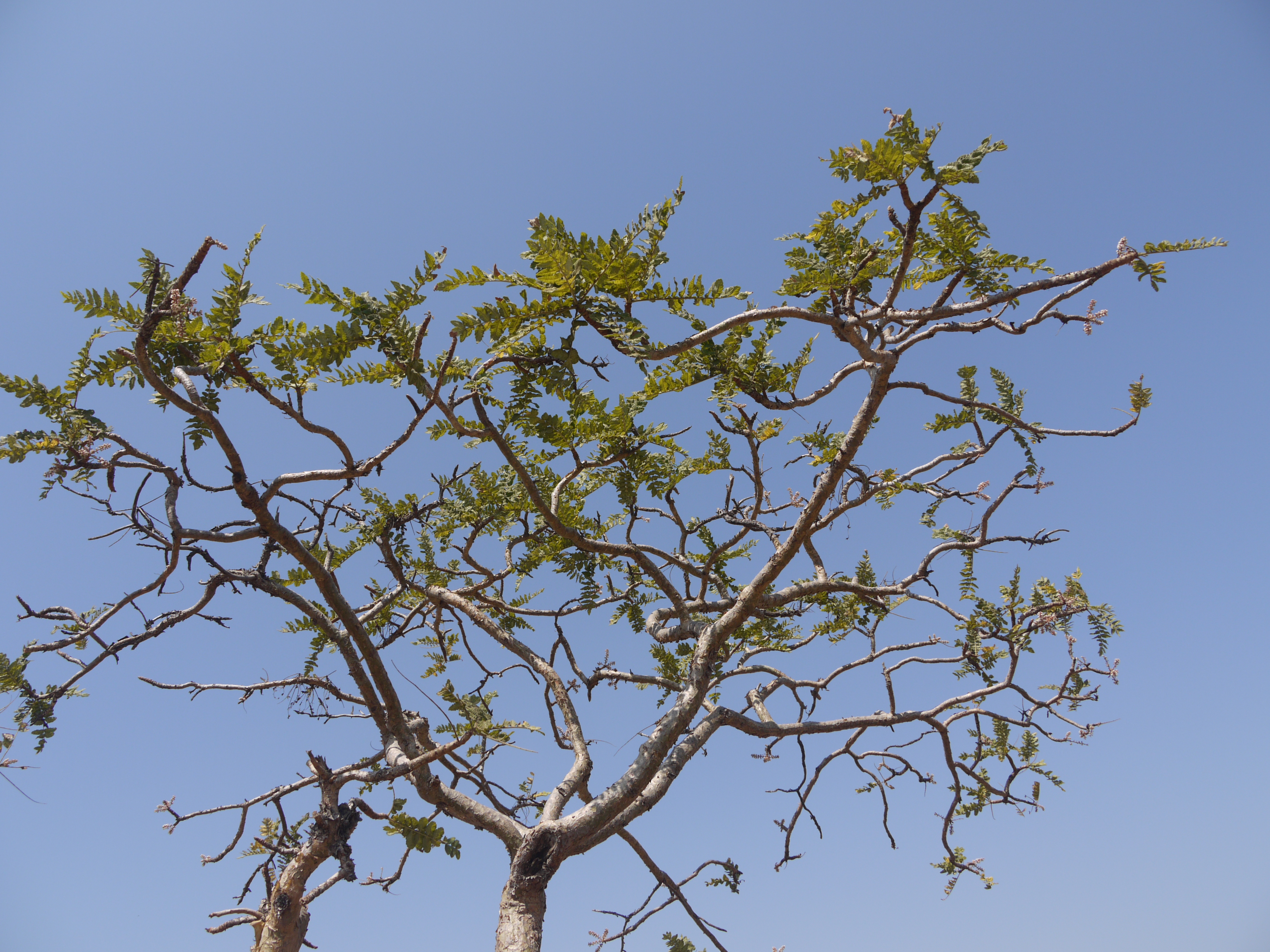
Kroon
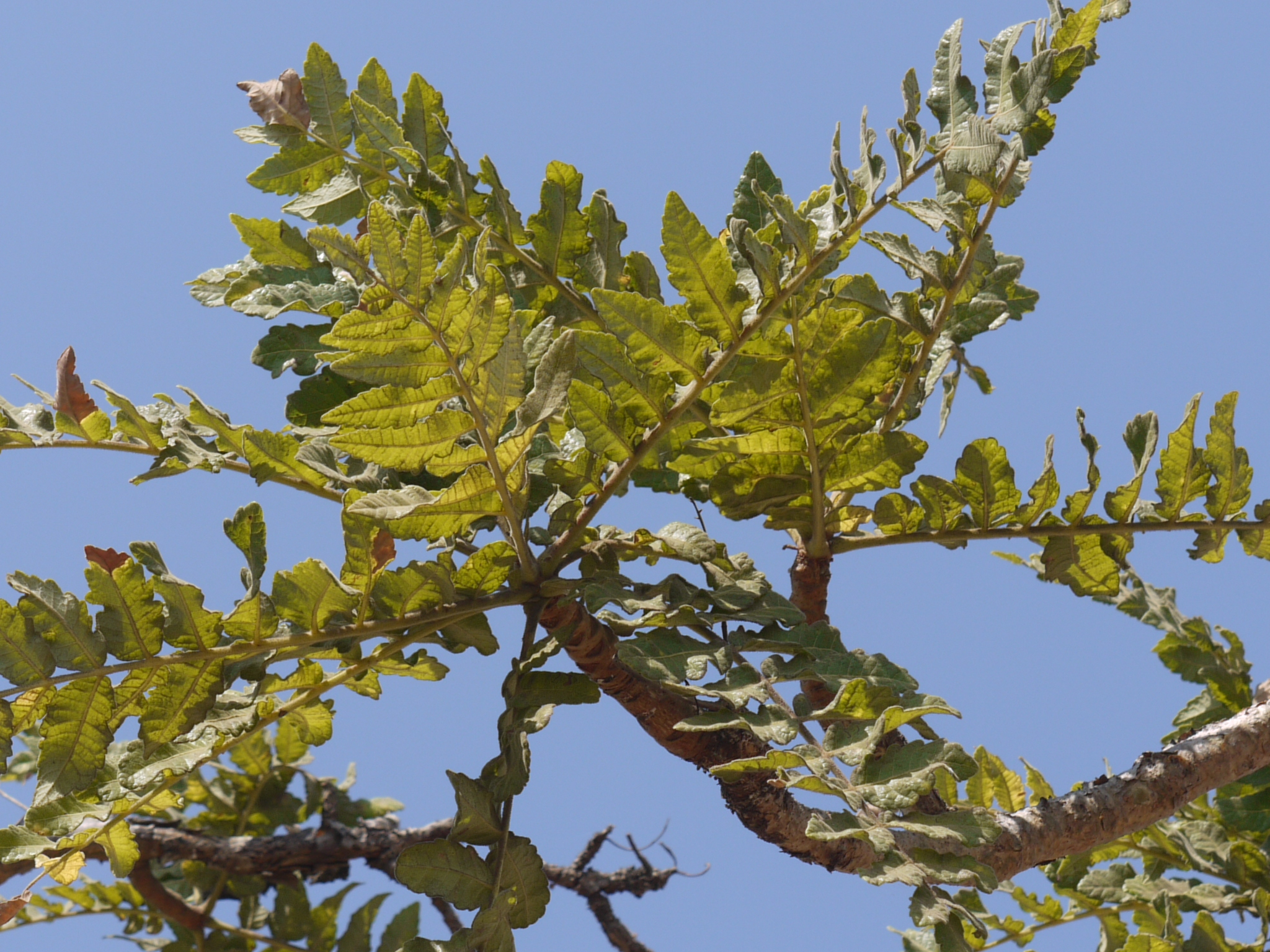
Bladeren
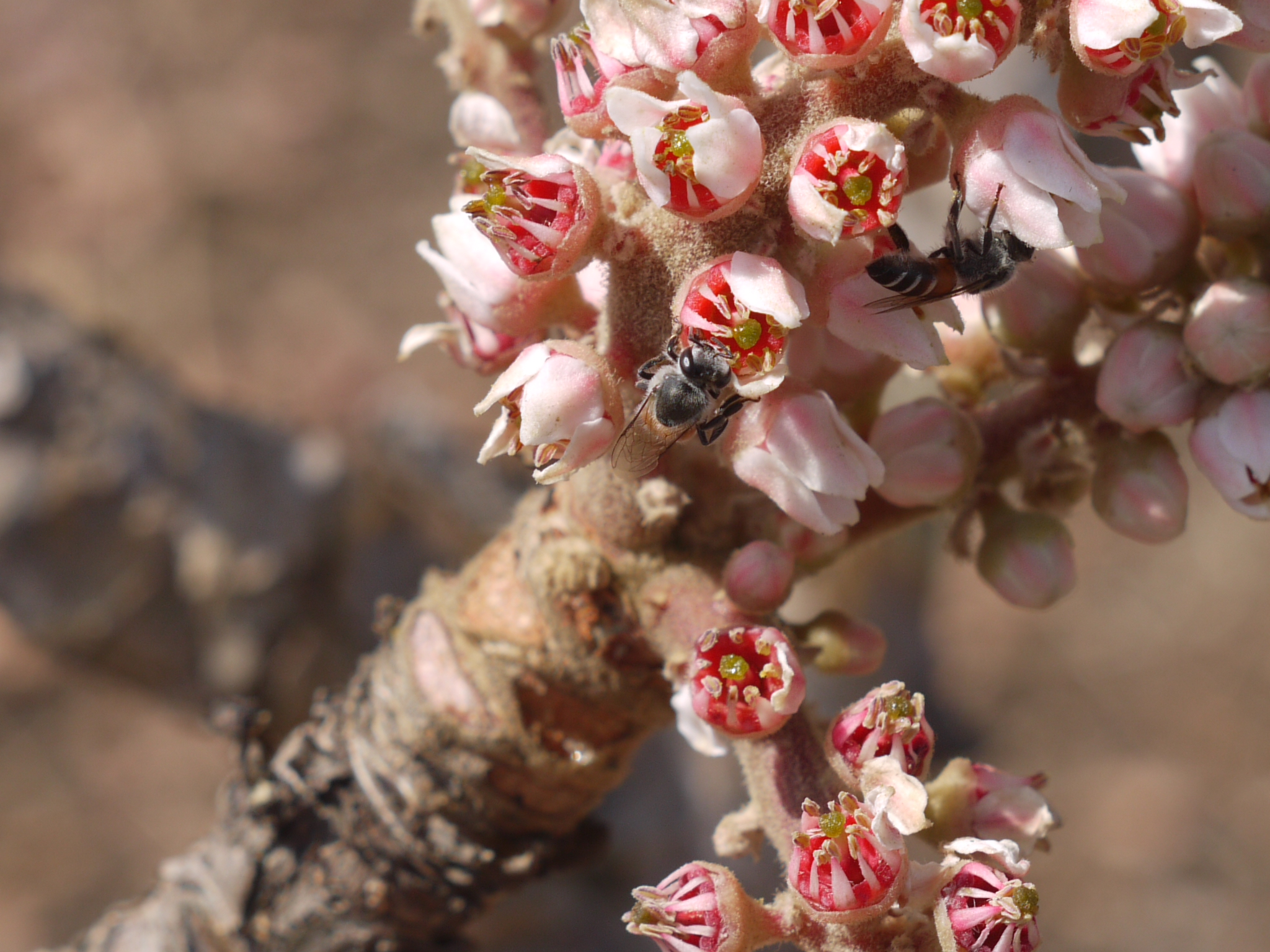
Bloemen
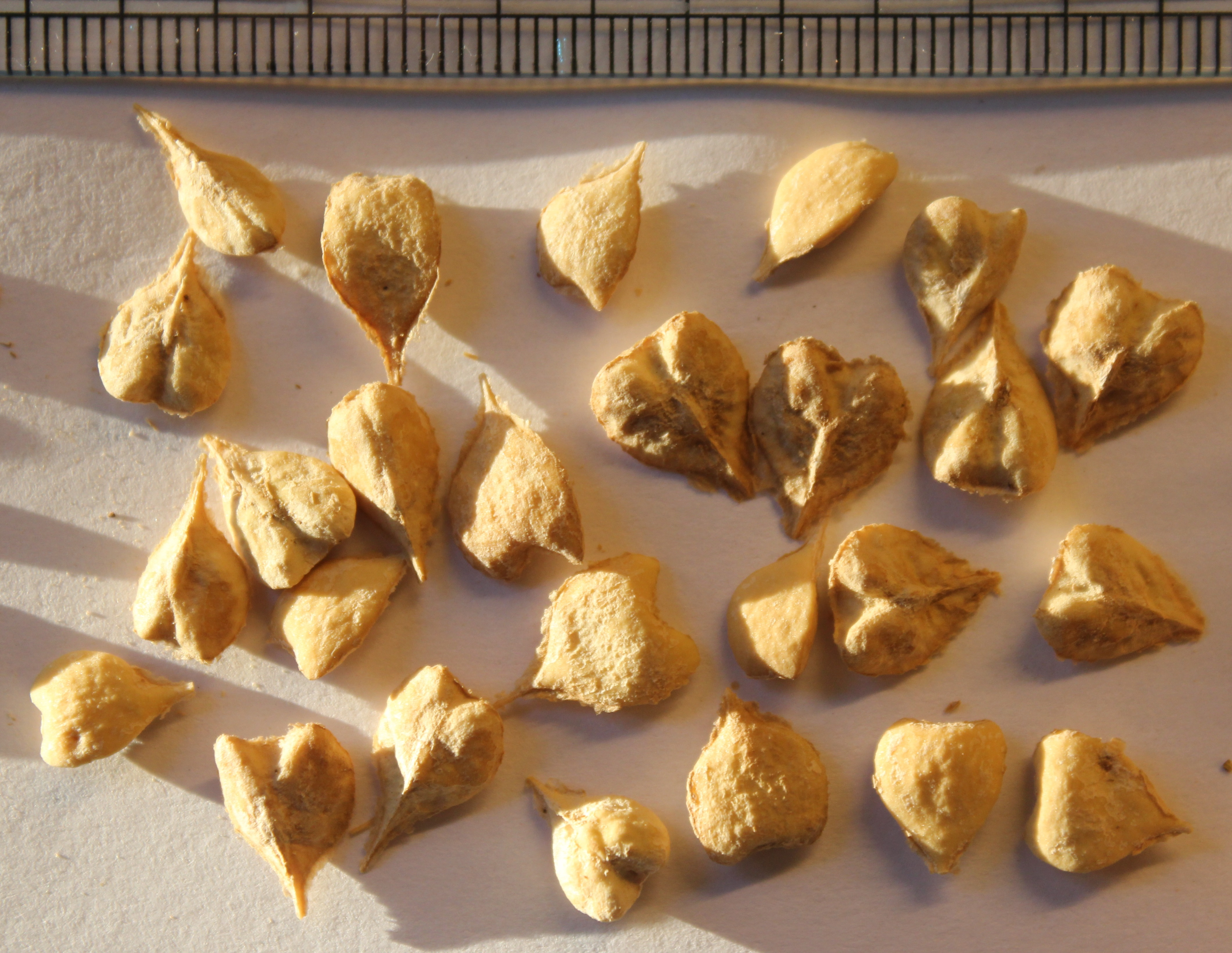
Zaden